# Орден Короля Петара Крешимира IV
Орден Короля Петара Крешимира IV (хорв. Velered kralja Petra Krešimira IV), полное название — «Большой Орден Короля Петара Крешимира IV с лентой и большой утренней Звездой» (хорв. Velered kralja Petra Krešimira IV. s lentom i Danicom) — третья по рангу государственная награда Республики Хорватии. Вручается государственным чиновникам высокого ранга, зарубежным официальным лицам и высшим военным чиновникам за вклад в международную репутацию и статус Республики Хорватии, большой вклад в независимость, целостность и развитие Республики Хорватии, способствование развитию отношений между Хорватией и хорватским народом и другими странами и народами, исключительный вклад в развитие хорватских вооружённых сил и конкретные достижения в области руководства и командования хорватскими вооружёнными силами.
Орден имеет только одну степень. Назван в честь короля Петара Крешимира IV.
Некоторые награждённые:
- Джордж Робертсон, бывший министр обороны Великобритании и генеральный секретарь НАТО.
- Яап де Хооп Схеффер, бывший генеральный секретарь НАТО.
- Маргарет Тэтчер, премьер-министр Великобритании в 1979—1990 годах.
- Влатко Павлетич, бывший Президент Хорватии.
- Франьо Грегурич, премьер-министр Хорватии в 1991—1992 годах.
- Хрвое Шаринич, премьер-министр Хорватии в 1992—1993 годах.
- Никица Валентич, премьер-министр Хорватии в 1993—1995 годах.
- Златко Матеша, премьер-министр Хорватии в 1995—2000 годах.
- Владимир Шекс, спикер Сабора в 2003—2008 годах.
- Янко Бобетко, генерал.